# David Brown Mini Remastered
El David Brown Mini Remastered es un automóvil del segmento A producido por el fabricante británico David Brown Automotive. Se presentó en abril de 2017 en el Top Marques en Mónaco. El vehículo es una remasterización del Mini original construido entre 1959 y 2000.

## Equipamiento
En contraste con el Mini original, modestamente equipado, el Mini Remastered cuenta con dirección asistida, aire acondicionado, botón de encendido/apagado eléctrico, llave remota, faros LED completos y un sistema de infotainment con pantalla táctil de 7 pulgadas con Apple® CarPlay®, sistema global de navegación por satélite, telefonía móvil 3G, telefonía móvil 4G, Bluetooth® y Conectividad DAB. Además, el vehículo está disponible en doce colores exteriores y tres para el techo.
El Mini Remastered está disponible en todo el mundo tanto con volante a la izquierda como a la derecha.

## Modelos especiales

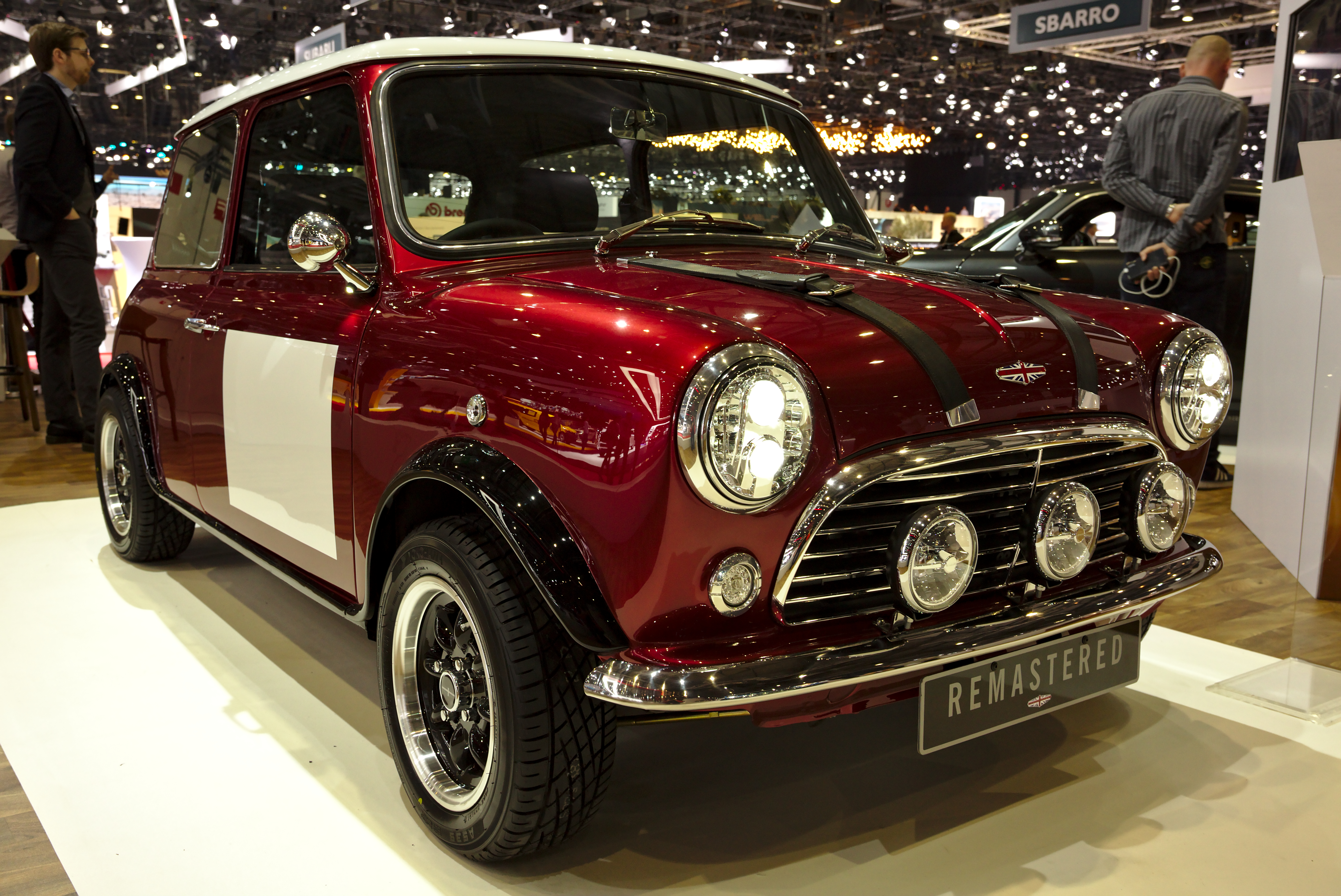
Inspirado por Monte Carlo, en el Salón de Ginebra de 2018

El Mini Remastered también ofrece dos ediciones especiales de producción limitada, el Mini Remastered Inspirado por los Café Racers, que se inspira en el clásico movimiento de motocicletas de los años 50, y el Mini Remastered Inspirado por Monte Carlo, que se inspira en el herencia de carreras del clásico Mini Cooper original. Ambas ediciones especiales están limitadas a solo 25 ejemplares.

## Motores
El vehículo está propulsado por un motor BMC serie A de 1275 cc, a excepción de la edición "Monte Carlo", que utiliza una versión de 1330 cc.
| Cilindrada                  | Diámetro           | Carrera            | Relación de compresión | Tipo de inyección          | Potencia             | @rpm | Par motor             | @rpm | Emisiones de CO2 | 0-60 mph (97 km/h) (s) | Velocidad máxima  |
| --------------------------- | ------------------ | ------------------ | ---------------------- | -------------------------- | -------------------- | ---- | --------------------- | ---- | ---------------- | ---------------------- | ----------------- |
| 1275 cm³ (1,3 L; 77,8 plg³) | 70,6 mm (2,8 plg)  | 81,28 mm (3,2 plg) | 10.1:1                 | Inyección multipunto (MPi) | 72 CV (53 kW; 71 HP) | 4600 | 88 lb·pie (119,3 N·m) | 3100 | 184g/kilómetro   | 11.7                   | 90 mph (145 km/h) |
| 1330 cm³ (1,3 L; 81,2 plg³) | 72,19 mm (2,8 plg) | 81,28 mm (3,2 plg) | 10.1:1                 | Inyección multipunto (MPi) | 84 CV (62 kW; 83 HP) | -    | -                     | -    | -                | 8.9                    | 90 mph (145 km/h) |